# Кутір-Шілхаха
Кутір-Шілхаха (д/н — бл. 1625 до н. е.) — суккуль-мах (верховний володар) Еламу близько 1635—1625 роках до н. е.

## Життєпис
Походив з династії Епартідів (Суккуль-махів). Про батьків відомості вкрай обмежені. Стриєчний брат Кук-нашура, після смерті якого близько 1635 року до н. е. посів трон. Призначив небожа Кук-усаніту суккалем Еламу і Симашкі (офіційним спадкоємцем), іншого небожа — Кук-нашура (III) — суккалем Суз. Після смерті останнього призначив ще одного небожа Темпті-рапташа на цю посаду. Згодом після смерті Кук-усаніти поставив суккалем Еламу і Симашкі  Шіртуха, сина Кук-нашура (III). Після смерті останнього спадкоємцем Кутір-Шілхахи став Темпті-рапташ. Новим суккалем Суз було призначено Шуміт-варташа (II).
Вважається, що в його панування посилився занепад Еламу. Помер близько 1625 року до н. е. Йому спадкував Темпті-рапташ.